# Peristeria cerina
Peristeria cerina är en orkidéart som beskrevs av John Lindley. Peristeria cerina ingår i släktet Peristeria och familjen orkidéer. Inga underarter finns listade i Catalogue of Life.

## Bildgalleri

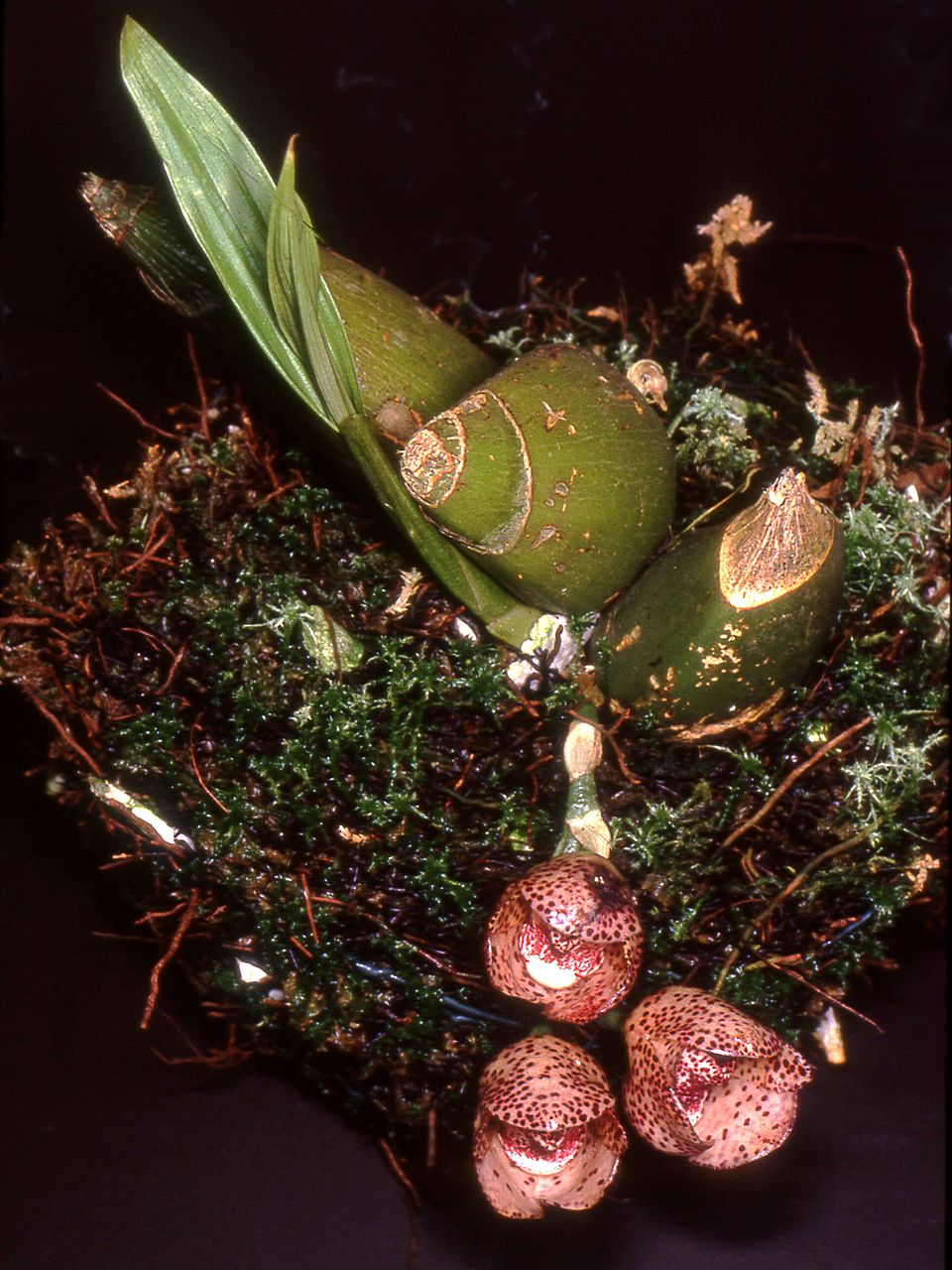
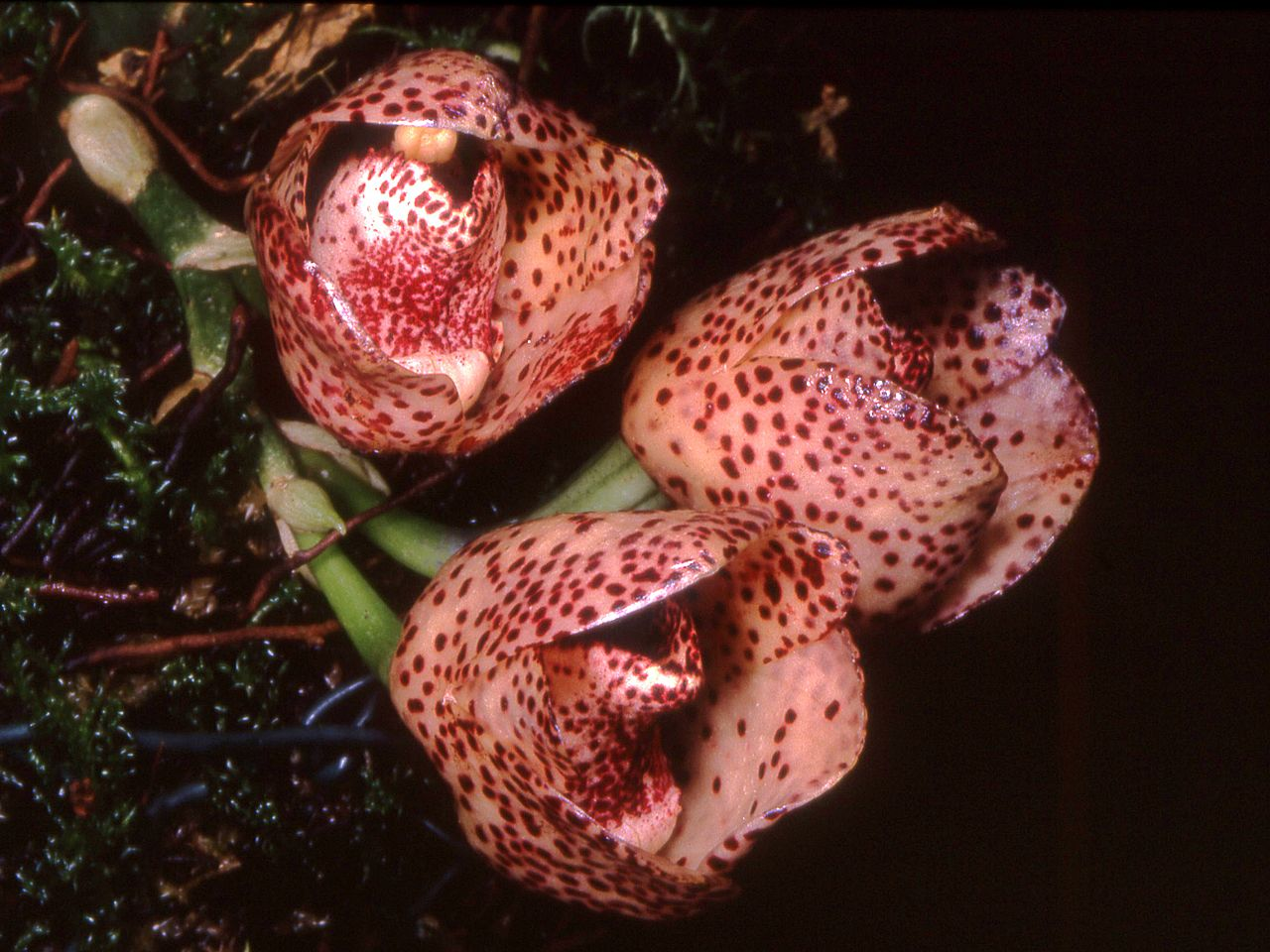
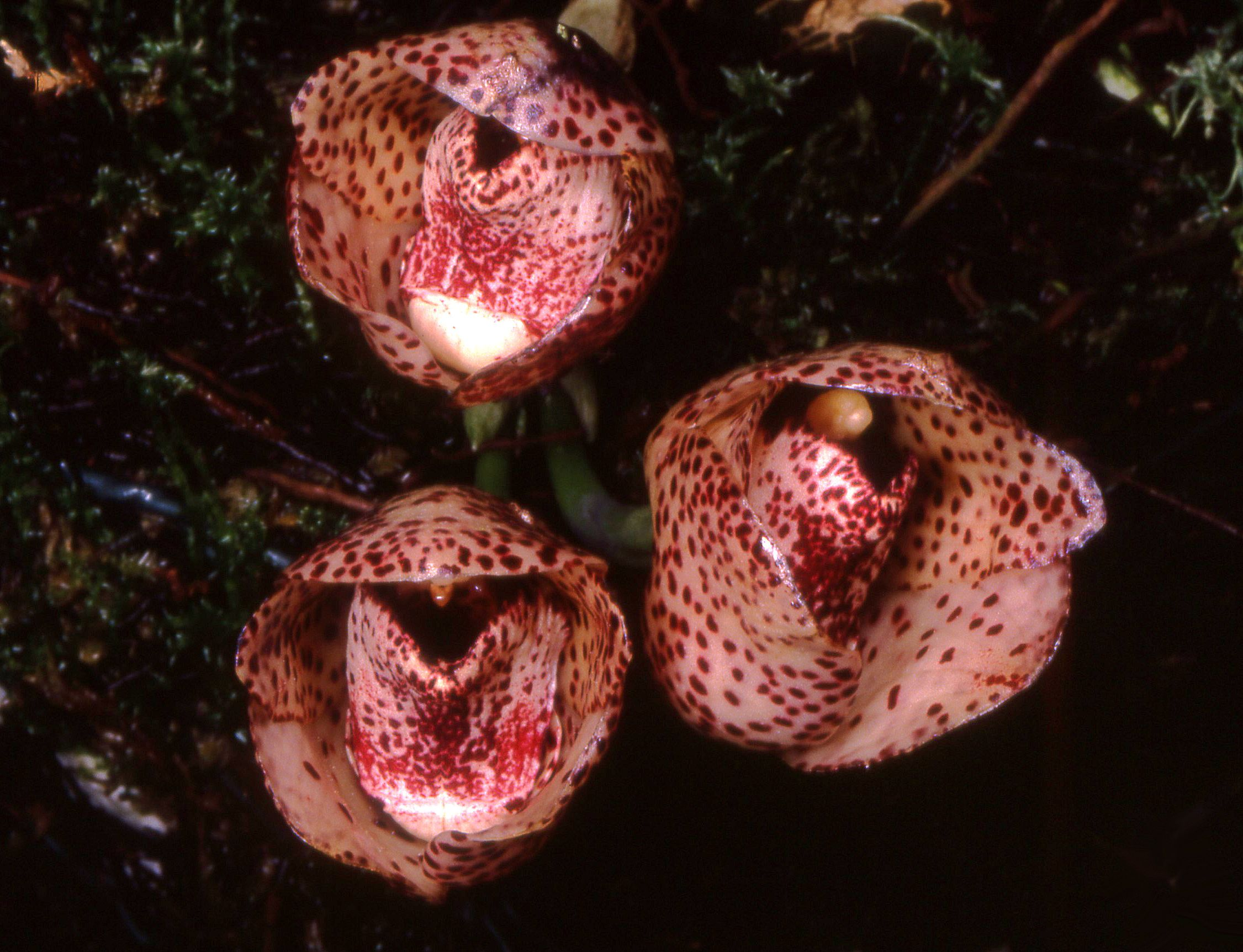